# 박영민 (지휘자)
박영민(朴英珉, 1965년 5월 13일 ~ )은 대한민국의 지휘자 겸 대학 교수이다.
서울대학교 음악대학 작곡과를 졸업하고 동 대학원에서 지휘전공으로 석사학위를 받았다. 이후 오스트리아로 유학해 잘츠부르크 모차르테움 국립음대(Mozarteum University of Salzburg)에서 미하엘 길렌(Michael Gielen)의 지도를 받아 최우수 성적으로 졸업하고, 잘츠부르크 대학교 대학원에서 지휘 전공으로 석사학위를 받았다. 이후 이탈리아의 키지아나 아카데미(Accademia Musicale Chigiana)에서 정명훈의 지도를 받기도 했다.
2011년부터 2014년까지 원주시립교향악단의 초대 상임지휘자를 지냈고, 2015년부터 2020년까지 임헌정의 뒤를 이어 부천 필하모닉 오케스트라 제2대 상임지휘자를 역임하였다.
현재 추계예술대학교 음악대학 관현악과 교수로 재임중이다.

## 수상 경력
- 국제 모차르트 재단[주 1] 파움가르트너 메달(Bernhard-Paumgartner-Medaille)

## 주해
1. ↑  독일어: Internationale Stiftung Mozarteum